# Rivierstation

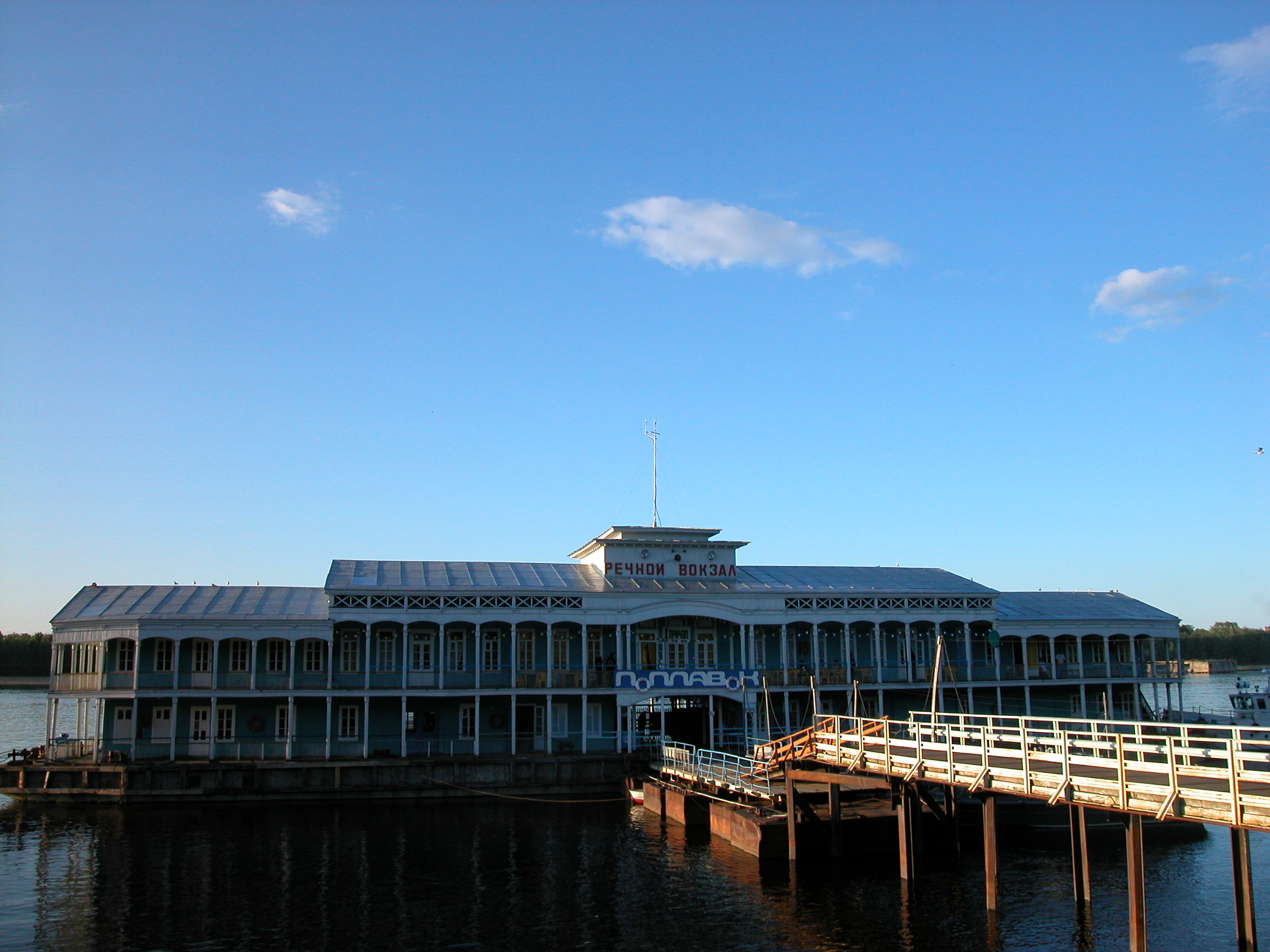
Het rivierstation van Rybinsk.

Een rivierstation is een gebouw waar passagiersvervoer over rivieren en bijbehorende bagage wordt afgehandeld. Rivierstations worden vooral voor het vervoer in steden en de buitenwijken daarvan gebruikt door vooral watertaxis (in onder andere Rusland watertrams genoemd).
Het grootste deel van de rivierstations bestaat uit een stationsgebouw met een platform ervoor. Omdat het waterniveau over de seizoenen varieert, worden drijvende opstapplaatsen gebruikt met speciale trappen en soms is het rivierstation zelf ook drijvend gemaakt.
Een rivierstation lijkt in veel op een treinstation of busstation, naar galang de functie. Er bevinden zich ook incheckbalies, wachtkamers, stationsrestauraties en (vaak kleinschalige) verkoopsactiviteiten. Soms wordt een rivierstation gecombineerd met een busstation of treinstation.
In de Sovjet-Unie werden rivierstations (retsjnoj vokzaly) naar capaciteit onderverdeeld naar kleine (25 tot 100 personen), middelgrote (100 tot 500 personen) en grote (500 tot 900 personen) rivierstations.